# Dicranomyia (Idiopyga) lulensis
Dicranomyia (Idiopyga) lulensis is een tweevleugelige uit de familie steltmuggen (Limoniidae). De soort komt voor in het Palearctisch gebied.